# Guardia civica di Genova
La Guardia civica di Genova (o Guardia nazionale) fu un'istituzione creata a Genova negli anni 1840, appena prima che si compisse - nel 1849 - i cosiddetti moti di Genova. Promotore ne fu un notabile genovese, Vincenzo Ricci, e fra i suoi primi sostenitori vi fu il futuro uomo politico e agronomo Giacomo Balbi Piovera.

## Storia

### Preparazione
Le prime fasi della realizzazione della Guardia civica si ebbero nei primi giorni di settembre del 1847 con la costituzione di un comitato d'ordine, presidente del quale fu nominato il marchese Giorgio Doria. Tale comitato includeva al suo interno tutte le associazioni liberali, dal moderatismo al mazzinianesimo.
Giacomo Balbi Piovera aderì al comitato, assieme al fratello Francesco Balbi Senarega, ai fratelli Pareto (Lorenzo e Gaetano), a Orso Serra, a Giovan Battista Cambiaso e, naturalmente, allo stesso Vincenzo Ricci. Il 29 novembre 1847, Piovera partecipò ad una riunione in casa del marchese Doria a cui parteciparono Ferdinando Rosellini, Orso Serra, Angelo Orsini, Cesare Cabella, Nicolò Federici, Michele Giuseppe Canale, Vincenzo Ricci. In quella occasione venne decisa la fondazione di un nuovo giornale - La Lega - ideato da Domenico Buffa.
Il 5 dicembre venne poi eletta una commissione da inviare a Torino per chiedere l'abolizione dell'Ordine dei gesuiti e la concessione della Guardia civica; della commissione dovevano fare parte lo stesso Piovera assieme a Gio Nepomuceno Doria, abate di San Matteo, Giorgio Doria, Lorenzo Pareto, Vincenzo Ricci, Cesare Cabella, Michele Giuseppe Canale, Nicolò Federici, Giovan Battista Cambiaso.
Il 7 febbraio 1848 giunse a Genova la notizia che il Corpo decurionale di Torino aveva chiesto a Carlo Alberto la Costituzione. Del partito costituzionale a Genova facevano parte gli ormai ex mazziniani Giacomo Balbi Piovera, Enrico Noli, Angelo Orsini, Cesare Leopoldo Bixio, i quali tutti avevano compiuto una involuzione in senso moderato.
Balbi Piovera parte il 28 marzo per raggiungere Carlo Alberto a Tortona e seguirlo al campo. Il 7 aprile viene nominato senatore del Regno: è la prima lista dei senatori della monarchia costituzionale. A Genova la richiesta di Costituzione e quella di creazione della Guardia civica procedono di pari passo.
Balbi Piovera, ora tra i più moderati, con Giorgio Doria, Ferdinando Rosellini, Serafino Pizzorno e Nino Bixio, si riuniscono per progettare una Guardia civica a carattere non ufficiale. Il Comitato, il 3 aprile 1848 si riunisce in palazzo Pallavicini, nel quartiere di San Sebastiano, con la presidenza dell'avvocato Cesare Leopoldo Bixio decidendo la propria trasformazione in Circolo nazionale: un centinaio di soci ne eleggono Presidenza, segreteria e commissione permanente composta da quindici membri.
I moderati sono qui in larga maggioranza; Balbi Piovera in questo momento si trova al seguito di Carlo Alberto nella campagna in Lombardia, chiamato dal re nello stato maggiore col grado di colonnello della Guardia nazionale; tali fatti gli vengono comunicati dal fratello Francesco Balbi Senarega. Acquistato maggiore spazio, i moderati mettono in difficoltà i mazziniani. Tra i suoi tentativi, Balbi Piovera, ora a Milano, suggerisce a Gaetano Pareto di promuovere un abboccamento tra Carlo Alberto e Mazzini; l'idea era quella di coinvolgere Mazzini nel nuovo corso filo-sabaudo costituzionalista.
A richiamare Balbi Piovera dal seguito del re è, il 14 aprile 1848, Vincenzo Ricci, che gli scrive perché accetti la carica di generale comandante la Guardia nazionale di Genova, tenuta al momento da Luigi Zenone Quaglia, ritenuto tuttavia non all'altezza dell'incarico.
Balbi Piovera partecipa - il 30 aprile - alla battaglia di Pastrengo e viene decorato dal re con l'Ordine mauriziano. Nello stesso mese Quaglia lascia Genova per Torino, dimettendosi dalla Guardia. Dopo un intermezzo in cui a capo della Guardia Civica sono Francesco Grondona e Giuseppe Carrega, Balbi lo sostituisce il 22 giugno. Per Genova ha interrotto la carriera a Torino: infatti il 17 maggio Balbi Piovera era stato nominato segretario del Senato.

### I disordini della città e la degenerazione
Rimasto circa un mese a Torino, torna infine a Genova per organizzare la Guardia civica, date le problematiche dovute all'irrequietezza della città, dei facchini (camalli), il ripetersi di manifestazioni di sciopero di altre categorie di lavoratori.
Dal 16 luglio al 21 luglio Balbi Piovera torna a Torino. Durante la sua assenza hanno luogo a Genova vari tumulti, tanto che al ritorno in Liguria decide di fare arrestare gli agitatori. Manca a Genova una valida direzione della cosa pubblica dopo le dimissioni del governatore pro-tempore Gaspare Domenico Regis, nel quale Balbi Piovera aveva riposto la sua fiducia.
Al peggiorare delle sorti della prima guerra di indipendenza, riacquistano fiato gli allora repubblicani Emanuele Celesia, Giovan Battista Cambiaso, Michele Giuseppe Canale, Michele Erede, Didaco Pellegrini, cui si aggiunge anche Goffredo Mameli, tornato dal fronte e deluso dall'atteggiamento di Carlo Alberto.
Dopo l'armistizio di Salasco la Guardia civica assume posizioni estremistiche e i suoi esponenti repubblicani, quali Didaco Pellegrini e Ottavio Lazotti, sono promotori di disordini. È in questa circostanza che il 22 luglio viene nominato comandante della Milizia comunale Giacomo Balbi Piovera, con brevetto di generale.
Il 2 agosto 1848 si formò un comitato di difesa presieduto da Regis, di cui Balbi Piovera faceva parte. All'interno delle commissioni di questo comitato Balbi proseguì l'organizzazione della Guardia civica, pur in mancanza di mezzi e di armi. La deriva della situazione causò l'insorgere di opposte tendenze e le dimissioni da parte di Balbi Piovera, ormai avviato più che mai dalla parte del moderatismo. Allontanatosi da Genova su consiglio di Federici, farà ritorno - sia pur temporaneamente - alla sua tenuta di Piovera. Con un decreto del 30 settembre verrà nominato generale addetto allo stato maggiore del comandante della Milizia dello Stato.